# WDK Groupe Partner
Depuis 60 ans
Leader en France et spécialiste du jouet et du loisir jouets familial, WDK Groupe Partner distribue des milliers de jeux et jouets dont certains en exclusivité, pour répondre aux besoins des consommateurs et faire le bonheur des familles.
L'entreprise commercialise les plus grands fabricants et développe ses propres marques. Créatrice des marques de jouets « Wonderkids » et des jeux société « Widyka », elle propose également ses produits et accessoires pour le sport de loisir avec sa gamme « Out2Play ».
Implanté à Tauxigny et à Reims, le groupe opère sur 5 pôles d’activité : Détail, Grandes et Moyennes Surfaces, Grandes Surfaces Spécialisées / Distributions Spécialisées, E-commerce et Export. 
WDK Groupe Partner est un acteur reconnu par la filière de distribution du marché du jouet français, et est à présent dans une cinquantaine de pays.
Enfin, l’une des particularités de la société est qu'elle est détenue à 100% par ses collaborateurs.

## Histoire
L'entreprise est issue de la fusion de plusieurs entreprises régionales, spécialisées dans la distribution de jeux et jouets, la plus ancienne remontant à 1957.
C’est en 1991 que ces grossistes répartis sur l’ensemble du territoire français donnent naissance au groupe Partner Jouet.
Près de 20 ans plus tard, Partner Jouet change de nom et devient WDK Groupe Partner afin de marquer un tournant stratégique.
En 2012, WDK Groupe Partner crée son premier jeu, Dés Dingues. Parallèlement, le groupe révolutionne le marché des sèche-pleurs et lance une ligne graphique commune qui valorise les produits et la valeur perçue par le consommateur : la marque Wonderkids naît en 2013.
Quant à son enseigne Jouets SAJOU, le groupe repense la charte graphique et l’agencement des magasins en 2015 (la création du groupement du réseau datant de 1988).
Face au succès inattendu du jeu Dés Dingues, l’entreprise poursuit ses créations de jeux. Ainsi, le groupe lance en 2018 sa marque Widyka.
En 2021, WDK Groupe Partner lance sa marque spécialiste du sport de Loisir, Out2Play.
La nouvelle identité de WDK Groupe Partner illustre notre orientation vers le domaine plus global du loisir familial, ainsi que son aptitude à créer et développer ses propres produits et marques.
Écoute, réactivité et services : les valeurs du groupe sont reflétées dans le but unique qui anime WDK Groupe Partner depuis plus de 60 ans : satisfaire ses clients, fournisseurs et partenaires pour toujours mériter leur confiance.